# Tanino

El ácido gálico, un tanino.

El término tanino se usó originalmente para describir ciertas sustancias orgánicas que servían para convertir las pieles crudas de animales en cuero, proceso conocido como curtir (de tenería, preparado de pieles para curtir) Se extraen de las plantas con agua o con una mezcla de agua y alcohol, que luego se decanta y se deja evaporar a baja temperatura hasta obtener el producto final. Los taninos tienen un ligero olor característico, sabor amargo y astringente, y su color va desde el amarillo hasta el castaño oscuro. Expuestos al aire, se tornan oscuros y pierden su eficacia para el curtido. Los taninos se utilizan en el curtido porque reaccionan con las proteínas de colágeno presentes en las pieles de los animales, uniéndolas entre sí; de esta forma, aumenta la resistencia de la piel al calor, a la putrefacción por agua y al ataque por microbios.
Químicamente son metabolitos secundarios de las plantas, fenólicos, no nitrogenados, solubles en agua y no en alcohol ni solventes orgánicos. Abundan en las cortezas de los robles (donde están especialmente concentrados en las agallas) y los castaños, entre otros árboles. 

## Clasificación
La fórmula C14H14O11, considerada en algunos libros como la del tanino común, es solo aproximada, ya que son polímeros complejos. Hay dos categorías de taninos, clasificados con base en su vía de biosíntesis y en sus propiedades químicas: los taninos condensados y los taninos hidrolizables.
- Los taninos condensados o proantocianidinas son polímeros de un flavonoide llamado antocianidina. Es común encontrarlos en la madera de las plantas leñosas.
- Los taninos hidrolizables son polímeros heterogéneos formados por ácidos fenólicos, en particular ácido gálico, y azúcares simples. Son más pequeños que los taninos condensados y son hidrolizados con más facilidad; solo basta ácido diluido para lograrlo. La mayoría tiene una masa molecular de entre 600 y 3000.

## Funciones
Como resultado de sus propiedades químicas únicas (entre otras, la propiedad de formar complejos con proteínas y polisacáridos), los taninos pueden tener una influencia en el valor nutritivo de muchos alimentos consumidos por los seres humanos, así como en los alimentos para animales. Además, los taninos se consideran compuestos bioactivos por su capacidad de modular los procesos metabólicos y promover la salud. Diferentes taninos han mostrado actividades biológicas en forma de propiedades antitumorales, antimutagénicas, antidiabéticas, antiproliferativas, antibacterianas y antimicóticas, tanto en humanos como en animales. Al ser compuestos producidos por las plantas como defensa natural, los taninos pueden modular la composición y la función microbiana del intestino, inhibiendo selectivamente los patógenos y promoviendo el crecimiento de bacterias beneficiosas. Otra propiedad interesante de los taninos está relacionada con su comportamiento similar a la fibra, ya que no se descomponen durante la digestión gastrointestinal y, por lo tanto, no se absorben en el intestino delgado. Por lo tanto, llegan al intestino grueso donde pueden ser utilizados como sustrato por los microbios del intestino, lo que determina propiedades prebióticas. Recientemente, los taninos han sido reconocidos como compuestos prebióticos ya que satisfacen todas las características requeridas.
Sin embargo, los taninos se pueden aprovechar en los sistemas alimentarios para beneficiar la nutrición y la salud humana, con aplicaciones tecnológicas para aportar compuestos específicos o ejercer funciones concretas (por ejemplo, para reducir el impacto calórico de los alimentos). Los taninos se utilizan también para mejorar la calidad de los alimentos. Astringencia y la amargura son las propiedades más reconocidas y buscadas para la calidad de los alimentos, es decir, la percepción la sensación en la boca que se produce en los productos alimenticios, como los vinos añejos y espirituosos. De hecho, el ácido tánico (un galotanino comercialmente disponible) es un saborizante de alimentos reconocido por la Unión Europea (UE). Por otra parte, las nuevas tendencias de la elaboración de alimentos están impulsando la aplicación de tecnologías verdes, incluido el concepto de conservantes naturales de alimentos. En este sentido, se pueden aprovechar las conocidas propiedades antioxidantes y antimicrobianas de los taninos para garantizar un procesamiento mínimo de los alimentos y también protegerlos del deterioro y la contaminación.

## Extracción
El procedimiento para extraer los taninos de las plantas comienza con la molienda, proceso en el que algunos elementos de las plantas se muelen hasta formar astillas o virutas. Luego se procede a la extracción, que puede ser de tipo rural o industrial. En la extracción de tipo rural, se ponen las virutas en varias cubas grandes de madera u ollas de barro cocido, y luego se le agrega agua a la primera hasta cubrir por completo el material vegetal para evitar la oxidación, al día siguiente se transvasa el agua a la segunda y se vuelve a agregar agua caliente (no hirviendo) a la primera, al tercer día se transvasa de la segunda a la tercera y de la primera a la segunda, volviéndose a agregar agua en la primera, y así se repite el procedimiento durante unos 12 días, durante los cuales se va llenando un depósito de reserva con el agua que ya se considera que extrajo la suficiente cantidad de material. Para evitar que los taninos se estropeen durante el proceso, el agua utilizada (llamada "jugo curtiente") no debe contener cal ni hierro (debe ser "agua blanda"), normalmente es agua de lluvia o río limpia, si es necesario se filtra antes del proceso. Los instrumentos empleados deben ser de barro, madera, cobre, latón o cestería, pero nunca de hierro, pues este último reacciona con los taninos formando ácido ferroxálico.{{se necesita citación}}
En cuanto al procedimiento de tipo industrial, existen cinco tipos, siendo cada uno de ellos útil para extraer los taninos de partes diferentes de la planta:
- En el de difusión en tanque abierto, adecuado para corteza, frutos y hojas, se utilizan tanques grandes de madera o cobre que utilizan agua calentada a vapor, en los cuales se va poniendo el material desmenuzado por tiempos y se rotan de forma que el agua nueva siempre entre en contacto con el material más lixiviado, en contracorriente con el llenado de material. La temperatura debe estar siempre por debajo del punto de ebullición (habitualmente a 60 u 82 °C) para evitar que los taninos precipiten y se oscurezcan. Cuando el agua sale finalmente por el primer compartimento ya está más o menos concentrada. El procedimiento en total dura unos 3 o 4 días.
- En el de colado, recomendado para cortezas y hojas, se llena un depósito con el material desmenuzado y se lo somete a vapor de agua. Posteriormente se rocía con agua caliente y el agua, que ya es "jugo curtiente", se retira o "cuela" por el fondo del depósito. Tarda la mitad de tiempo del de difusión en tanque abierto.
- En el de cocción, utilizado para la madera, primero el material se desmenuza bien en astilladoras (parecido a como se hace la pulpa para papel pero más desmenuzado), y ese material bien desmenuzado se vierte en depósitos donde se llena de agua y se hierve. Cuando el agua alcanza la mayor concentración posible de taninos se llama "licor", y la que sale del primer depósito se vierte en el segundo repitiendo el proceso, y luego a un tercer depósito. El calentado produce tanato de hierro por lo que en la última etapa se agrega sulfito sódico o disulfito sódico y se mantiene en agua fría. El proceso tarda un día en realizarse. La madera desmenuzada de residuo no se desecha sino que puede utilizarse para fabricar papel, aglomerados o combustible.
- En el de autoclave, también utilizado para la madera bien desmenuzada, se utilizan las autoclaves donde se alcanzan temperaturas mayores al punto de ebullición del agua, y en las autoclaves modernas los ciclos de carga y descarga del agua en los depósitos son solo de unos minutos, completándose el proceso en unos 45 minutos. El método es más económico que el de cocción porque utiliza menos agua. Al igual que en el procedimiento de cocción, se produce tanato de hierro, y la madera residual se puede utilizar en la fabricación de papel, aglomerados y combustible.
- En el contracorriente o sistema de lixiviación, también se utilizan compartimientos donde se pone el material; en estos, el disolvente circula a contracorriente en forma continua (en lugar de ser transvasado de tanque en tanque), hasta salir concentrado por un vertedero en el primer compartimiento. El aparato comúnmente utilizado se llama "clasificador de plataformas múltiples", es un tanque con 2 a 6 compartimientos.

Sea cual sea el método utilizado, la extracción da como resultado un líquido concentrado oscuro con impurezas no tánicas. Para el filtrado se hace atravesar el líquido por unas lonas a presión, que al terminar se limpian inyectándoles agua caliente. El proceso de filtrado elimina las impurezas y el líquido se vuelve translúcido, aunque todavía es rojo moreno. El siguiente paso es la decoloración, mediante un tratamiento químico a base de dióxido de azufre (llamado "sulfitación"), o la evaporación directa. La sulfitación puede realizarse por dos métodos, llamados "escalera" y el obsoleto "cascada". En el método "escalera", los líquidos van cayendo desde arriba por gravedad y el SO2 va subiendo desde abajo por difusión. En el método "cascada", se utilizaban torres de 15 a 30 metros de altura llenas de piedras calizas y silicosas. El líquido se dejaba caer por la parte de arriba y también por pequeñas regaderas se inyectaba SO2. Finalmente el último paso del proceso es la evaporación del líquido resultante, para concentrar los taninos. Se pueden realizar en tanques cerrados o abiertos (esto último está prohibido para los taninos decolorados porque se emite SO2 a la atmósfera), que se calientan con un agitador que constantemente evita que el tanino se pegue al fondo. El proceso se lleva a cabo hasta obtener la concentración deseada. Los concentrados que se mantienen líquidos requieren de un mayor proceso de evaporación, los concentrados en polvo se logran concentrando hasta un 45% de tanino en vacío y luego se seca hasta quedar con una humedad del 5%. Las presentaciones más comunes son las siguientes:
- Presentación líquida 25 al 45% de tanino. Es un concentrado líquido con un largo proceso de evaporación, que quedó con un 20% de humedad.
- Presentación sólida 45–65% de tanino. Es el concentrado líquido al que se lo pasó por cubas o máquinas de presión hasta solidificar.
- Presentación en polvo 55–70% de tanino. Es el concentrado al que se secó.

### Sobre clasificación y funciones
Taiz, Lincoln y Eduardo Zeiger. "Secondary Metabolites and Plant Defense". En: Plant Physiology, Fourth Edition. Sinauer Associates, Inc. 2006. Capítulo 13.